# ハケン占い師アタル
『ハケン占い師アタル』（ハケンうらないしアタル）は、テレビ朝日系「木曜ドラマ」で、2019年1月17日から3月14日まで放送されたテレビドラマである。主演は杉咲花で、遊川和彦のオリジナル脚本となる。

## あらすじ
イベント会社「シンシアイベンツ」に派遣社員として入った的場中は、社会人としての経験が皆無だったため、正社員である神田和実の指導の下、雑用係として働くことになった。しかし、そんな矢先に部長である代々木匠がとんでもない仕事の指示を送り込んできた。中が所属するDチームが請け負う新製品の宣伝のために、クライアントの社長が50人の赤ん坊を集めて撮影したがっているというものだった。しかも撮影日は1週間後に差し迫っており、様々な準備を行うには時間的にも無理があることは誰の目にも明白な状況であった。しかし、部長の押しに負けた課長の大崎結はこの指示を引き受けてしまう。そんな切迫した状況の中で運営を任された神田は自分の意見すらまともに言えないばかりか、打ち合わせを行うための会議室すら確保できない有様に、自分の力の無さを痛感する。そんな神田の様子を見知った中は、時折誰の目が見ても不可解とも取れる行動を見せるようになる。

## キャスト

### シンシアイベンツ
登場人物の苗字は、中とキズナを除き全て山手線の駅名から採られている。
的場中（まとば あたる）〈21〉
演 - 杉咲花（幼少期：野澤しおり）
イベント会社「シンシアイベンツ」に入った派遣社員。社会人としての経験がなく、この会社が初めての勤務先であった。働くことがとても好きで、「初めての◯◯（飲み会など）」を経験する度に、「記念」として自撮り写真を撮っている。出勤時にはニット帽にサングラス、コートを着用し、誰が見ても蒸し暑そうに映る服装をしてくる。幼い頃から悩める人の心の内面などを見通す能力があり、その能力がやがて多くの人たちが持つ悩める心を洗浄していくことになる。しかし、自分の過去や家族については堅く口を閉ざしたまま沈黙を守っており、偶然から過去を知り悩みを相談してきた和実には口外しないよう釘を刺していた。
普段は周囲に対して明るく振る舞っており、仕事を頼まれた時などには笑顔で「喜んで」と言うことが多いが、「占い」を行う時だけは、「そうしないとやってられない」という理由で上から目線かつタメ口で会話をする。占いをする際、「料金は10万円」で、「質問は3つまで受け付ける」というルールを相手に告げている。予言だけでなく依頼人に対して叱咤激励することもあり、的確かつ心のこもった言葉の数々が同僚達を始めとした周囲を変えるきっかけを与えることもある。
自分の過去について聞かれたりすると「それについては（も）言いたくありません」と答えていたが、キズナの占いを受けた大崎に初めて自分の母親のことを明かした。
上野誠治（うえの せいじ）〈45〉
演 - 小澤征悦（幼少期：浅川大治）
シンシアイベンツの制作Dチーム主査。自尊心が大変強く、暴走したら誰にも止められないほどである。いつも気取ってはカタカナのビジネス用語を多用してくる。どうやら以前はエリート管理職であったようだが、結果が出せずに降格処分になった。小さい頃はマジシャンになりたかった。
5年前に離婚しており、娘と暮らしているが疎遠になっていた。
飲み会でやけになっていたところで神田と目黒と品川に中に占ってもらうように勧められ、中の指摘を受けて自分の仕事に誇りを持つようになった。
田端に中に占ってもらうように勧めたがうまくいかなかった。
中が仕事上の壁にぶつかった上にキズナに無理矢理辞職願を出されそうになり落ち込んでいた時、彼女のことを占うと言い出し、結果彼女を勇気づけた。
アタルの占い後に田端と急接近し、恋人となったようで彼女と結婚の約束をした。
姓の由来は、台東区にある上野駅。
神田和実（かんだ かずみ）〈25〉
演 - 志田未来（幼少期：溝口咲來）
シンシアイベンツの制作Dチームに所属する正社員。中の教育係を任命される。「常に仕事を行うことに誠実でありたい」と思っているが、自分自身に自信が持てず、常に緊張した制作状態に晒されている。そんな悪影響からか、決断力に欠け、肝心な場面でミスを侵すことが多い。中が会社に派遣されるまで内面に抱え込んだ悩みを誰にも打ち明けられずに苦しむ日々を送っていた。
司法浪人生と交際していたが、妊娠が判明した後に報告すると一方的に別れを告げられショックを受けていた。
悩みをスマホで検索していた時に中がかつて天才占い少女だったころの動画を発見し、彼女に相談し、翌日仲間に妊娠の報告をして前向きに生きようとする。
小学生のころ同級生から「（表情が）くさい（演技をしている）」と言われて体臭を気にし、香水を使っていた。
アタルの占い後に目黒と急接近し、バレンタインでは目黒に他の人よりチョコを多く贈る。しかし、お腹の子どもの父親である元彼に復縁を提案され、よりを戻す。
アタルの退職後に出産した模様。
姓の由来は、千代田区にある神田駅。
目黒円（めぐろ まどか）〈26〉
演 - 間宮祥太朗（幼少期：石田星空）
シンシアイベンツの制作Dチームに所属する正社員。父親のコネで入社したこともあって入社2年目であるにもかかわらず、他人を上から目線で見る傾向にあるお坊ちゃま。仕事がまともにできないのに、性格だけはポジティブで明るいうえに無駄に声が大きい。なかなか仕事を任せてもらえる状態になく、社内では常に窓際族になっている。
昔からの特撮ヒーロー番組『キセキ戦隊ミラクルヒーロー』のファンで、新しいグッズを発表するイベントのコンペに参加するもうまくいかず、 中がかつて天才占い少女だったころの動画を神田和実が彼に見せ、彼女に相談することを勧められた。
母を亡くして以来、父と暮らしており、食事は家政婦に作ってもらっている。出勤時は運転手に駅まで送ってもらっている。
一時、上野のアシスタントを務めていた。
アタルの占い後に神田と急接近し、彼女との将来を考え指輪まで用意していたが、元彼と復縁した神田に振られてしまう。しかし、アタルから「ピンクのものを持った運命の人と出会う」と予言される。
姓の由来は、品川区にある目黒駅。
品川一真（しながわ かずま）〈23〉
演 - 志尊淳（劇団員時代：冨田佳輔）
シンシアイベンツの制作Dチームに所属する正社員。上司である上野からパワハラのような行為を受け続けていたため、告発まで考え、上野のアシスタントを辞めたが、のちに復帰した。上野からは「覇気がない」と言われており、自分の現状に不満があるのを周りのせいにしている。
大学時代に所属していた演劇サークルの仲間や、声優になる夢を叶えつつある恋人に接し、自分が置かれた理不尽な状況に焦燥感を募らせていた。退職することまで考えていたが、神田と目黒が説得しているときに中がかつて天才占い少女だったころの動画を彼に見せ、彼女に相談することを勧められた。Dチーム全員がクライアントの依頼でサンプリング調査をしているのを神田から聞き女装してサクラをかってでたり調査に協力した。最終的に会社を辞めず、働き続けると決心した。
アタルの占い後は仕事にのめりこみ、様々な企画書を出すようになる。なかなか採用されずに落ち込むが、アタルから「伝説のイベントをつくる」と予言される。
姓の由来は、港区にある品川駅。
田端友代（たばた ともよ）〈34〉
演 - 野波麻帆（少女期：柿澤ゆりあ）
シンシアイベンツの制作Dチームに所属する正社員。相手から干渉されるのが大嫌いで、相手から何か言われそうになると、まだ言い終わっていないにもかかわらず、声を荒げて返事をしてしまう。口癖は「それ、私ですか?」「余計な仕事が増えなければ」。仕事はできるのだが、常に周りに神経をとがらせている。自分はなぜ認められないのかという不満に苛まれていた。
母親が病気で入院したため医者を志望していたが、父親が退職したので断念、母親が亡くなってからは仕事をしながら家事をこなしていた。弟は就職活動に失敗し無職。
上野から中に占ってもらうように勧められ、一旦断ったが、日頃から不満が溜まっていたこともあり、自分から占いを志願した。
アタルの占い後は上野と急接近し、恋人になる。なかなか結婚に踏み切れずにいたが、上野と結婚を約束する。
姓の由来は、北区にある田端駅。
大崎結（おおさき ゆい）〈45〉
演 - 板谷由夏（幼少期：遠藤璃菜）
シンシアイベンツの制作Dチーム課長。仕事ができて、真面目であるが故に頼まれたことは断れない性格。多種多様な社員たちの接し方にいつも悩んでおり、上司と部下の板挟み状態。家庭でも大きな不安を抱えており、自分の心の悩みを誰にも打ち明けられないでいる。
前の会社で産休が取れず困っていたところ、現在のチーム部長である代々木匠に誘われて今の職場に転職した。
姑が老人ホームを抜け出し彼女が介護をしないといけないために会社を辞めることを決めたが、アタルの助言により家族総出で介護をすることになり、会社を辞めずに済む。
アタルから「将来はこの会社の社長になる」と予言される。
姓の由来は、品川区にある大崎駅。
代々木匠（よよぎ たくみ）〈48〉
演 - 及川光博（若い頃：楽駆）
シンシアイベンツの制作部長→制作Dチーム専任部長。親会社からの出向でシンシアイベンツに就いた。異様に出世欲が強く、一刻も早く親会社に戻りたいが故に、常に上司や取引先の人物に媚びを売っている。自分にとって価値のある人物には異常なほどに接していくのに対し、逆に自分にとって価値のない人物は顔どころか名前すらも覚えようとはしないという徹底ぶりである。
社長から「経費削減」をするよう命じられたのを、人事異動を間近に控えた自身の「点数稼ぎ」をするために独断で「（「鴨川への出向」という名目での）リストラ計画」に話をすり替え、A・B・C・Dチームにリストラ候補者を1名ずつ出させようと目論み、大崎を精神磨耗状態に追い込む。最終的には、「リストラ計画」が社長の指示ではなく代々木の独断専行であることを中に見抜かれ上野たちに問い詰められるが、大崎らDチームへの謝罪や、既にリストラ候補者を挙げていた他のチームへの対応についての説明をせず、逃げるようにその場を去った。それが響いて親会社にもどることができなくなったばかりかDチームの専任部長（上野曰わく『出世できなくなった人のためのよくわからないポスト』）に就くことになってしまう。
若い頃、コンサートのスタッフとして働いていた。
姓の由来は、渋谷区にある代々木駅。
友人から新しく立ち上げた広告代理店から誘いを受けたが、給料が今の半分になってしまうことから躊躇っていた。しかしアタルから「この会社では出世が見込めない」と諭され、転職を決意した。
警備員
演 - 吉田ウーロン太
毎日、社員たちに挨拶している。
中に「これからも社員たちを守っていって」と言われる。
五味（ごみ）
演 - 柳谷ユカ
清掃員。捨てる物を集めに来る。
トイレにイベントで余った花を飾っている。
食堂のおばちゃん
演 - 歌川椎子
社員たちの健康を気遣って、いつもサービスしている。
中が来た時に歓迎した。
社長
演 - 上谷健一
シンシアイベンツの社長。
最終話では中に自分の将来を占ってほしがっていた。
中野（なかの）
演 - 佐野元哉
専務。
どうして自分が出世できないのか訴えようとした代々木に「往生際の悪いことはやめろ」と冷たく言う。
重役
演 - 武本健嗣、沢木楓
社内アナウンス
演 - 中村英香

### その他
的場キズナ〈51〉
演 - 若村麻由美（少女期：牧野羽咲）
占い師。物語のプロローグで様々な人物から相談を受けて、解決に導いている。前述の動画の中で、中の隣に座っていた。目黒によるととても有名な人物らしいようだが、後に中の母親であることが中自身から語られた。料金は15万円。
中を自身の金儲けの道具と考えている部分があり、占いを続けさせようと部下に命じ、中を探させており、中と一緒に写っている写真を持っている。中が「シンシアイベンツ」で働いていることを知ると、会社に押しかけ、さらに中の帰宅前に彼女のアパートに先回りして待ち伏せていた。また中の勤務中に無断で辞職願を出そうとした。
本名は的場絆。小学生の頃、同級生にいじめられていて、出任せで「あなたたち死ぬよ」と言ったらうまくいったことから、占いを続けていた。
居酒屋の従業員
演 - 西沢仁太
Dチーム行きつけの居酒屋の従業員。

キズナの信者
演 - 村上麗奈、富岡英里子
キズナに頼まれて中を探していた。

### ゲスト
- ◆：遺影や登場人物による回想のみに登場する人物

#### 第1話
和実の彼氏
演 - 田本清嵐（最終話）
和実と同棲していた。司法浪人だが、勉強がはかどらずゲームをしていることが多い。和実から妊娠を告げられ別れたが、最終話では彼女の出産に立ち会った。
司会者
演 - 金本美紀
「スマイルベイビー」の新商品発表イベントの司会者。
社員
演 - 増田雄二（第4話）、なりみ
Dチームとは別の部所の「シンシアイベンツ」の社員。会議室を使う予定だった。
女子生徒◆
演 - 伊藤翠、石田凛音
小学生時代の神田の同級生。神田のことをくさいと言った。実際は表情が演技くさいという意味だったが、真に受けた神田は、それ以来、中に占われるまで、匂いを気にし、香水を使っていた。
社員
演 - 梶原翔
「スマイルベイビー」の社員。新商品発表イベント用の荷物をもらいに来た神田と中に対応した。
クライアント
演 - 井手尾敦
「スマイルベイビー」の社長。新商品発表イベントに参加した。神田が機材を倒した音を聴いた赤ちゃんたちが泣き出したことで、激怒した。
ママタレント
演 - 嶋田真紀
「スマイルベイビー」の新商品発表イベントに参加。写真撮影のためのタレント。
駅員
声 - 海老塚久蔵
神田駅の駅アナウンス。駆け込み乗車をして扉に挟まった神田に忠告した。
母親
演 - ばんこく、松本安奈
「スマイルベイビー」の新商品発表イベントの参加者。
赤ちゃん
演 - 有島怜音、淡路弦之介、江良源之丞、河野陽琉、栗原宗佑、近藤麻衣愛、柴田祐真、田中花凛、本田悠稀
「スマイルベイビー」の新商品発表イベントに参加した赤ちゃん。神田が機材を倒した音を聴き、泣き出してしまった。

#### 第2話
八王子剛（はちおうじ たけし）
演 - 湯江タケユキ
『キセキ戦隊ミラクルヒーロー』において、初代ミラクルレッドを演じて大人気だったが、その後、ひっそりと芸能界を引退していた。『キセキ戦隊ミラクルヒーロー』の新しいグッズを発表するイベントのコンペに目黒の説得で中が買ってきた当時のコスチュームを再現した衣装を着て参加した。
目黒の父
演 - 中野剛
目黒の母◆
演 - 志村彩佳
故人。自身の声を目覚まし時計に録音していた。
家政婦
演 - 山﨑千惠子
目黒家の家政婦。毎朝、朝ご飯を作っている。
運転手
演 - 渡辺慎一郎
目黒家の運転手。毎朝、目黒を目黒駅まで送っている。
クライアント
演 - 古谷朋弘
社員
演 - 濱嵜凌（第8話）
「シンシアイベンツ」の社員。

#### 第3話
品川の彼女
演 - 宮下かな子
声優になるという夢を叶えつつある。
劇団員◆
演 - 藤田悠矢、大原あかり、藤野真梨亜
品川の劇団員時代の団員。
担当者
演 - 日沼さくら、寺田みなみ
Dチームが雪の降る中宣伝した化粧品会社の社員。

#### 第4話
上野（うえの）みずほ
演 - 桜田ひより（最終話）
上野の娘。中学生。人付き合いが苦手で食事中でも携帯電話が手放せない。誠治に対しても冷たく接していた。
家政婦
演 - 中村英香
上野家の家政婦。
社長
演 - 池田良
上野の友人。携帯サービス会社の社長。
マリちゃん◆
演 - 小林茉里菜
上野の従姉。ピアノを上手に弾き、親戚から誉められていた。
受付嬢
演 - 足立麻由美
上野の友人が経営する携帯サービス会社の受付嬢。
社員
演 - 藤原智之、神田麻衣
上野の友人が経営する経営サービス会社の社員。
男性
演 - 金森規郎
居酒屋の客。酔っ払ぱらった上野の愚痴を聞いていた。

#### 第5話
田端の父親
演 - 谷川昭一朗（最終話）
会社を早期退職した。
田端の弟
演 - 小平大智（最終話）
就職活動に失敗し、まともに働いたことがない。
田端の母親◆
演 - 高井純子
故人。 入院していた母親の病気を治そうとして田端が医学部のある大学に進学しようとしていた。
司会者
演 - 小日向えり
日頃お世話になっている相手に感謝の気持ちを伝えるイベントの司会者。
イケメンの従業員
演 - 五十嵐健人
田端行きつけのカフェで働いている従業員。仕事で疲れている田端を労るなどしていたが、イベントで告白された女性と付き合い始めてしまった。
女性
演 - 川上友里
田端行きつけのカフェの常連客。ダメもとでイケメンの従業員に告白したところ、付き合えることになり、喜んだ。
女性社員
演 - 小柳まいか（最終話）
「シンシアイベンツ」の社員。ピンク色の弁当包みを持っていた。
四谷（よつや）社長
演 - 羽田真
男性
演 - 小金井宣夫
日頃お世話になっている相手に感謝の気持ちを伝えるイベントの参加者。病気で入院していたときに看病してくれた妻にお礼を言った。
男性の妻
演 - 勝倉けい子
日頃お世話になっている相手に感謝の気持ちを伝えるイベントの参加者の妻。夫が病気で入院していたときに看病していたことでお礼を言われた。
親子
演 - 紺野萌花、高松克弥
取材カメラマン
演 - 佐々木征史、柾賢志

#### 第6話
大崎の夫
演 - 潟山セイキ（最終話）
浮気していた。
大崎（おおさき）ケン
演 - 田中奏生（最終話）
大崎の息子。学校でのコミュニケーションがうまくいっていないらしく、机を蹴って八つ当たりするような描写がされていた。最終話で登場する祖母（大崎の義母）の介護当番表により名前が判明した。
大崎のクラスメート◆
演 - 須田琥珀、秋山芽依
受付嬢
演 - 里佳津乃
キズナがシンシアイベンツに来たことを電話で大崎に伝えた。
大崎の担任◆
演 - 松井ショウキ

#### 第7話
タカオ
演 - 佐藤貢三
本名：市川（いちかわ）タカオ。気難しいことで有名な天才ピアニスト。Dチームに難しい注文をたくさんし、コンサートを中止にするとまで言ったが、代々木の説得で、コンサートを開催する。
無名の時代にコンサートのスタッフとして働いていた代々木に励まされた。
代々木の妻
演 - 吉村涼（最終話）
代々木の長女
演 - 尾形璃子
代々木の次女
演 - 神岡実希
社長秘書
演 - 八代みなせ
タカオのマネージャー
演 - 伊藤浩志
代々木の上司や部下◆
演 - 村本明久、佐藤葵、西村佳祐

#### 第8話
キズナをいじめた同級生◆
演 - 小川真央、池澤香帆、山下穂乃花、和根﨑颯美
女性社員
演 - 飯田菜々、夕帆、月那春陽
居酒屋の客
演 - 岩崎泰次郎、川末敦、八神ねがお、小出真也、小室秀一、山根太地、加藤千尚

#### 最終話
日野（ひの）
演 - 津村知与支
拝島建設の社員。
大崎の姑
演 - 菱沼つる子
大崎の夫の母・ケンの父方の祖母。
拝島（はいじま）社長
演 - 原岡見伍
代々木の友人
演 - 光宣
大久保日菜（おおくぼ ひな）
演 - 植原星空
卒業生の代表児童。
卒業生の担任の先生
演 - 志賀龍美
卒園式の司会の先生
演 - 伊藤圭太
校長先生
演 - 松井正樹
高円寺一哉（こうえんじ かずや）
演 - 小池剛太郎
歌手。卒業式で校歌を歌う予定だったが、不倫が発覚したため小学校に来れなくなってしまった。
高円寺の不倫相手
演 - 奥原さやか
卒業生
演 - 甲斐柊羽、坂上梨々愛、小泉彩、北原十希明、水野哲志、早坂颯樹、吉田苺乃、新野杏樹、武内晃聖、木内心結、高橋曽良、岡希美枝
卒業生の保護者
演 - 山城秀之、斎藤静香

#### 役名不明
演 - 太一、根太一、當麻真歩、山本文香、坂本悠真、向井康人、酒井靖史、酒井晴人、想乃、佐久間釆那、奥田由香、菊地瑞季、金田なお、伊藤美緒、兒丸祐依、糸賀麻咲子、花岡芙喜子、松本祥佳、石井菜央、大江愛佳、岡田龍樹、梶浦禅、佐野愛実佳、更科ユウサ、丹春乃、升水柚希、森田拳、森わかな、山形優奈、吉村龍希

## スタッフ
- 脚本 - 遊川和彦
- 音楽 - 平井真美子
- 主題歌 - JUJU 「ミライ」（ソニー・ミュージックアソシエイテッドレコーズ）[44]
- ゼネラルプロデューサー - 黒田徹也（テレビ朝日）
- プロデューサー - 山田兼司（テレビ朝日）、山川秀樹（テレビ朝日）、太田雅晴（5年D組）、田上リサ（5年D組）
- 演出 - 遊川和彦、日暮謙（5年D組）、伊藤彰記（5年D組）
- 制作協力 - 5年D組
- 制作著作 - テレビ朝日

## 放送日程
- 放送日は制作局テレビ朝日基準。

| 話数                                                                         | 放送日  | サブタイトル                                             | 中心人物          | 処分される物              | 演出     | 視聴率 |
| ---------------------------------------------------------------------------- | ------- | -------------------------------------------------------- | ----------------- | ------------------------- | -------- | ------ |
| 第1話                                                                        | 1月17日 | 働くことに悩む人たちの救世主、登場!                      | 神田和実          | ブレスレット 体臭スプレー | 遊川和彦 | 12.1%  |
| 第2話                                                                        | 1月24日 | 褒められたい… 失敗だらけの坊っちゃんコネ社員を救う!      | 目黒円            | 目覚まし時計              | 遊川和彦 | 10.9%  |
| 第3話                                                                        | 1月31日 | 辞めたい… パワハラ被害者ぶる夢なし新入社員を救う!        | 品川一真          | 報告書 退職願             | 日暮謙   | 10.0%  |
| 第4話                                                                        | 2月07日 | 自慢、説教やめられない… ベテラン社員の孤独を救う!        | 上野誠治          | ジャンバー トロフィー DVD | 日暮謙   | 10.3%  |
| 第5話                                                                        | 2月14日 | 幸せ探しに疲れた… 笑顔なくした独身OLを救う!              | 田端友代          | 開運グッズ 自室の鍵       | 伊藤彰記 | 10.3%  |
| 第6話                                                                        | 2月21日 | 上司、部下、家族、板挟み 地獄の女性管理職を救う!         | 大崎結            | 内服薬 本                 | 日暮謙   | 9.5%   |
| 第6話                                                                        | 2月28日 | 上司、部下、家族、板挟み 地獄の女性管理職を救う!         | 大崎結            | 内服薬 本                 | 日暮謙   | -      |
| 第7話                                                                        | 2月28日 | 偉くなりたい… 出世にすべてを捧げた部長の嫌われ人生を救う | 代々木匠          | スケジュール帳            | 伊藤彰記 | 10.9%  |
| 第8話                                                                        | 3月07日 | ここで働かせて! 母に連れ戻されるアタルを皆が占いで救う!  | 的場中 的場キズナ | 鳥籠                      | 遊川和彦 | 9.8%   |
| 最終話                                                                       | 3月14日 | 最後の占い…皆さんをみます。                              | Dチーム全員       | サングラス                | 遊川和彦 | 11.3%  |
| 平均視聴率 10.6%（視聴率はビデオリサーチ調べ、関東地区・世帯・リアルタイム） |         |                                                          |                   |                           |          |        |

- 第1話は21時 - 22時14分の20分拡大放送。
- 第2話は『テレビ朝日開局60周年記念サッカー・AFCアジアカップサッカー2019・ベスト8・日本×ベトナム』放送のため、1分短縮の21時 - 21時53分に放送された。
- 第6話は放送中の21時22分ごろ、北海道で震度6弱の地震が発生し関連ニュースを放送したため途中中断（ただし、編成上は中断なしで54分間ドラマを放送しきった扱いとなっている）。制作局をはじめとする一部の局に限り、2月28日のドラマ再放送枠『ゴゴワイド・第1部後半』（14時57分 - 15時53分、通常編成時には『ゴゴワイド』枠そのものが全編関東ローカルだが、この日急遽第1部のみで打ち切りとなる同枠を臨時フルネットとする番販ネット局もある。）でやり直し放送が行われた（このほかそれ以外の一部の局でも各局別のドラマ再放送枠で、制作局とは別枠・別時間にやり直し放送を行う局がある）。系列外スポンサード遅れネット局に関しては予定通りの期日でノーカットで放送し、TVerでの見逃し配信についても通常より配信開始時刻を繰り下げた上でノーカットで配信した。
- 最終話は21時 - 22時9分の15分拡大放送。